# Angus Buchanan
Angus Buchanan (Coleford, 11 agosto 1894 – Gloucester, 1º marzo 1944) è stato un ufficiale britannico.

## Biografia
Era il figlio di un medico di Coleford, Gloucestershire. Studiò alla Monmouth School. Nel 1913 si recò a Jesus College di Oxford.

### Carriera
Successivamente entrò nell'esercito, dove combatté a Gallipoli e Mesopotamia. È stato insignito della croce di guerra nel 1916 ed è stato menzionato quattro volte nei dispacci.
All'età di 21 anni raggiunse il grado di capitano nel 4º Battaglione South Wales Borderers, nell'esercito britannico durante la prima guerra mondiale.

### Morte
Nel 1917 venne colpito alla testa da un cecchino provocandogli la cecità. Alla fine della guerra ritornò al Jesus College dove si laureò in giurisprudenza. Dopo la laurea lavorò in uno studio legale di Oxford prima di tornare a Coleford.
Morì il 1º marzo 1944, a Gloucester. La sua Victoria Cross è conservata al South Wales Borderers Museum di Brecon.